# Just for You (Neil Diamond)
Just for You è il secondo album discografico in studio del cantante statunitense Neil Diamond, pubblicato nel 1967.

## Tracce
Lato 1

Testi e musiche di Neil Diamond.
1. Girl, You'll Be a Woman Soon – 2:48
2. The Long Way Home – 2:29
3. Red Red Wine – 2:42
4. You'll Forget – 2:50
5. The Boat That I Row – 2:40
6. Cherry, Cherry – 2:27

Lato 2

Testi e musiche di Neil Diamond.
1. I'm a Believer – 2:43
2. Shilo – 3:23
3. You Got to Me – 2:45
4. Solitary Man – 2:33
5. Thank the Lord for the Night Time – 2:55